# Anja Kampmann

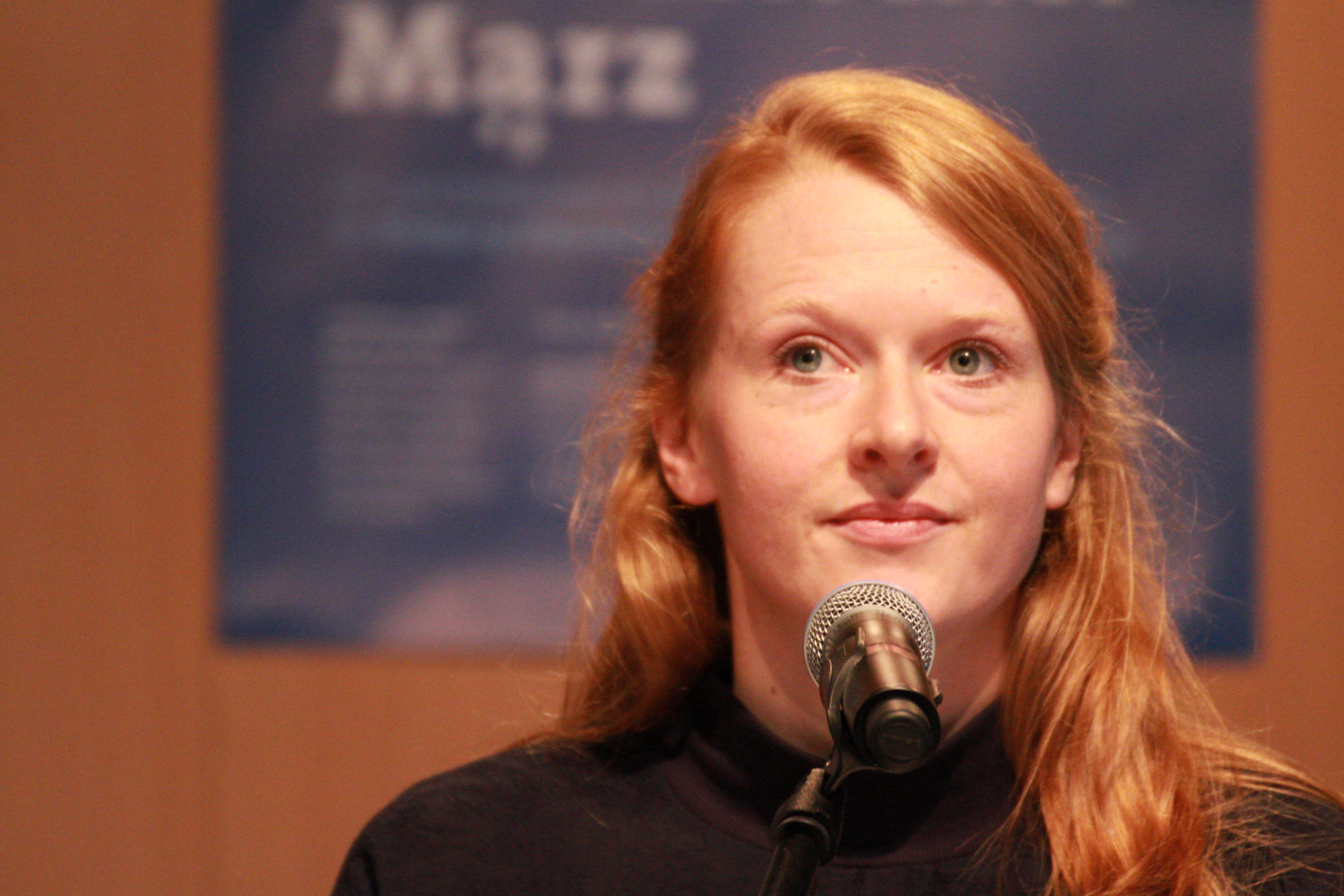
Anja Kampmann beim Literarischen März (2015)

Anja Kampmann (* 30. Oktober 1983 in Hamburg) ist eine deutsche Schriftstellerin.

## Leben und Werk
Anja Kampmann wuchs in Lüneburg auf und studierte an der Universität Hamburg und am Deutschen Literaturinstitut in Leipzig. Sie hatte ihren ersten Erfolg bei Literaturwettbewerben 2006, wo sie als Finalistin zum Open Mike in Berlin geladen wurde. Seither wurde ihre Lyrik und Prosa mehrfach ausgezeichnet und durch Stipendien gefördert. Sie veröffentlichte in Zeitschriften (z. B. Akzente, Neue Rundschau, Poetenladen) und Anthologien (z. B. Jahrbuch der Lyrik, Lyrik von Jetzt 3). 2010 wurde ihr Langgedicht Stechlicht vom Washington Dance Ensemble aufgeführt. Seit 2011 arbeitete sie u. a. für den Deutschlandfunk, die NZZ und andere Medien. Ebenfalls seit 2011 arbeitet sie an einer Promotion zu Musikalität und Stille im Werk von Samuel Beckett. Mehrfach wurde sie zur Teilnahme an internationalen Literaturfestivals eingeladen. So trat sie 2011 in Karatschi und 2013 in Minsk auf, ebenso bei den Babelsprech Veranstaltungen 2013 und 2015 in Lana und Bern. Sie arbeitet auch mit bildenden Künstlern zusammen, Texte von ihr erschienen so im Katalog zur Ausstellung Stehende Strömung von Frank Berendt (2015). Im Frühjahr 2016 erschien ihr Lyrikdebüt Proben von Stein und Licht in der Edition Lyrik Kabinett im Carl Hanser Verlag.
Mit dem Roman Wie hoch die Wasser steigen wurde Anja Kampmann als Finalistin zum Alfred-Döblin-Preis 2017 eingeladen. Der Roman erschien 2018 im Carl Hanser Verlag und erhielt im selben Jahr eine Nominierung für den Preis der Leipziger Buchmesse in der Kategorie „Belletristik“. Im März 2018 belegte der Roman Platz 3 der SWR-Bestenliste, wurde in den Feuilletons besprochen, gelangte auch auf die Longlist des Deutschen Buchpreises und erhielt den Mara-Cassens-Preis 2018 für Debütromane sowie 2019 den Lessing-Preis des Freistaates Sachsen (Förderpreis). Für das Jahr 2019/20 erhielt sie den Stadtschreiberpreis von Bergen-Enkheim; in der Begründung der Jury heißt es über Wie hoch die Wasser steigen: „es ist nicht einfach ein Roman, sondern auch ein großes Gedicht. Einerseits spielt es in einer gleißenden Gegenwart, andererseits in einer schwierig zu umreißenden, fernen Zeitlosigkeit.“ 2020 gelangte die englische Übersetzung von Wie hoch die Wasser steigen auf die Shortlist des National Book Awards, des neben dem Pulitzer-Preis renommiertesten Literaturpreises der USA. Anja Kampmann ist ordentliches Mitglied der Bayerischen Akademie der Schönen Künste.
Kampmann lebt in Leipzig.

## Publikationen

### Einzeltitel
- Proben von Stein und Licht. Gedichte. Edition Lyrik Kabinett im Hanser Verlag, München 2016, ISBN 978-3-446-25053-6.
- Fischdiebe. Mit fünf Radierungen von Frank Berendt. Leipziger Bibliophilen-Abend e. V., Leipzig 2017, DNB 1212120558 (99 signierte und nummerierte Exemplare).[13]
- Wie hoch die Wasser steigen. Roman Carl Hanser Verlag, München 2018, ISBN 978-3-446-25941-6.
  - Übersetzung: High as the Waters Rise. Übersetzt von Anne Posten, New York 2020, ISBN 978-1-948226-52-3.
- Der Hund ist immer hungrig. Carl Hanser Verlag, München 2021, ISBN 978-3-446-26753-4.
- Die schmutzige Wäsche des schmelzenden Schnees. Adam Zagajewski – Poet der Zärtlichkeit und des Staunens (= Stiftung Lyrik Kabinett: Zwiesprachen). Verlag Das Wunderhorn, Heidelberg 2024, ISBN 978-3-88423-708-3.
- Die Wut ist ein heller Stern. Carl Hanser Verlag, München 2025, ISBN 978-3-446-28120-2.

### Beiträge in Anthologien und Literaturzeitschriften (Auswahl)
- Sinn und Form. 2/2020, 4/2020.
- Jahrbuch der Lyrik. 2015, 2018, 2020.
- Weltbetrachter. Neue Lyrik. Eine Anthologie aus Sachsen. Hrsg. von Róža Domašcyna und Axel Helbig. Poetenladen, Dresden 2020, ISBN 978-3-948305-07-9, S. 25 f.: GreatPacific garbage patch.
- Die Halde. In: Doppelte Lebensführung. Neue Prosa. Eine Anthologie aus Sachsen. Dresden 2020, ISBN 978-3-948305-03-1, S. 171–176.
- Wie Falter über dem Moor so still. in: Bunte Steine. Thomas Pavel (Hrsg.), William Tucker (Illustr.), Kai Schiemenz (Illustr.), Stefan Guggiusberg (Illustr.). Georg Kolbe Museum, Berlin 2019, ISBN 978-3-00-061910-6, S. 5–16.
- Akzente. 2/2018.
- A Blossom shroud (= Modern Poetry in translation. No. 2). Übers. von Anne Posten. Modern Poetry in Translation Limited, London 2017, OCLC 1013519544.
- Poesia. Magazin. April 2017, Anne Carson. Mailand[14]
- Peter Braun, Martin Straub (Hrsg.): Ins Innere. Annäherungen an Franz Fühmann. Göttingen 2016, ISBN 978-3-8353-1971-4.
- Anja Bayer, Daniela Seel (Hrsg.): all dies hier, Majestät, ist deins – Lyrik im Anthropozän. kookbooks, Berlin 2016, ISBN 978-3-937445-80-9.
- Michael Braun, Kathrin Dittmer und Martin Rector (Hrsg.): Gegenstrophe, Blätter zur Lyrik 7. Wehrhahn Verlag, Hannover 2016, ISBN 978-3-86525-532-7.
- Nowa Sol. Gedichte. In: Wespennest. Nr. 169, Wien 2015.
- Babelsprech (= Lyrik von Jetzt. 3). Wallstein Verlag, Göttingen 2015, ISBN 978-3-8353-1739-0.
- Verbreitung des Lichts. In: Akzente. 5/2014.
- Fritz Deppert, Christian Döring, Hanne F. Juritz (Hrsg.): Leuchtendes Legato in Moll. Literarischer März 19. Brandes & Apsel, Frankfurt am Main 2015.
- Lyrik der Gegenwart. 46. Edition Art Science, St. Wolfgang 2014, ZDB-ID 2563184-6 (zugl. Feldkircher Lyrikpreis. 2014, ZDB-ID 2632733-8).
- Jsem ' Ich werde ihr erzählen. In: Risikoanalyse. Die besten Geschichten aus dem MDR-Literaturwettbewerb 2013. Poetenladen, Leipzig 2013, ISBN 978-3-940691-45-3.
- A pulse beyond the horizon. In: Words without Borders. New York 2012.[15]

## Vertonungen
- Das Gedicht Versuch über das Meer wurde 2015 unter dem ins Litauische übersetzten Titel Esė apie vandenis von Claus-Steffen Mahnkopf als Sprachenmix für Männerstimme (Bariton) vertont.[16]
- Für Gitarre und Elektronik schrieb Kai Johannes Polzhofer vier Improvisationen nach einem Gedicht aus dem Zyklus grenzland, UA im Literaturinstitut Leipzig im Dezember 2017.[17]
- Bei den Donaueschinger Musiktagen 2023 wurde Elnaz Seyedis Vertonung von Dunst – als käme alles zurück für zwei Stimmen und Ensemble uraufgeführt.[18]

## Auszeichnungen
- 2010: Stipendiatin „International Writing Program“ University of Iowa
- 2013: 1. Preis MDR-Literaturpreis
- 2014: Feldkircher Lyrikpreis (2. Preis)
- 2015: Wolfgang-Weyrauch-Förderpreis[19][20]
- 2017: Artist in Residence in der Villa Sträuli in Winterthur
- 2017: Finalistin Alfred-Döblin-Preis[21]
- 2018: Nominierung für den Preis der Leipziger Buchmesse (Belletristik) mit Wie hoch die Wasser steigen
- 2018: Nominierung für den Deutschen Buchpreis (Longlist) mit Wie hoch die Wasser steigen
- 2018: Finalistin beim aspekte-Literaturpreis mit Wie hoch die Wasser steigen
- 2018: Literaturförderpreis des Landkreises Lüneburg für Wie hoch die Wasser steigen[22]
- 2018: Mara-Cassens-Preis für Wie hoch die Wasser steigen
- 2019: Lessing-Preis des Freistaates Sachsen (Förderpreis)
- 2019/2020: Stadtschreiberin von Bergen-Enkheim[9][23]
- 2020: High as the Waters Rise. Übersetzung Anne Posten. Auf der Shortlist des National Book Awards für Übersetzungen.
- 2020: Rainer-Malkowski-Preis der Bayerischen Akademie der Schönen Künste (zusammen mit Norbert Hummelt)[24][25]
- 2022: Günter-Kunert-Literaturpreis für Lyrik[26]
- 2023 London Stipendium des Deutschen Literaturfonds
- 2024 Arno-Reinfrank-Literaturpreis für ihr lyrisches Werk[27]
- 2024 Marie Luise Kaschnitz-Preis[28]